# Ralph E. Haines junior

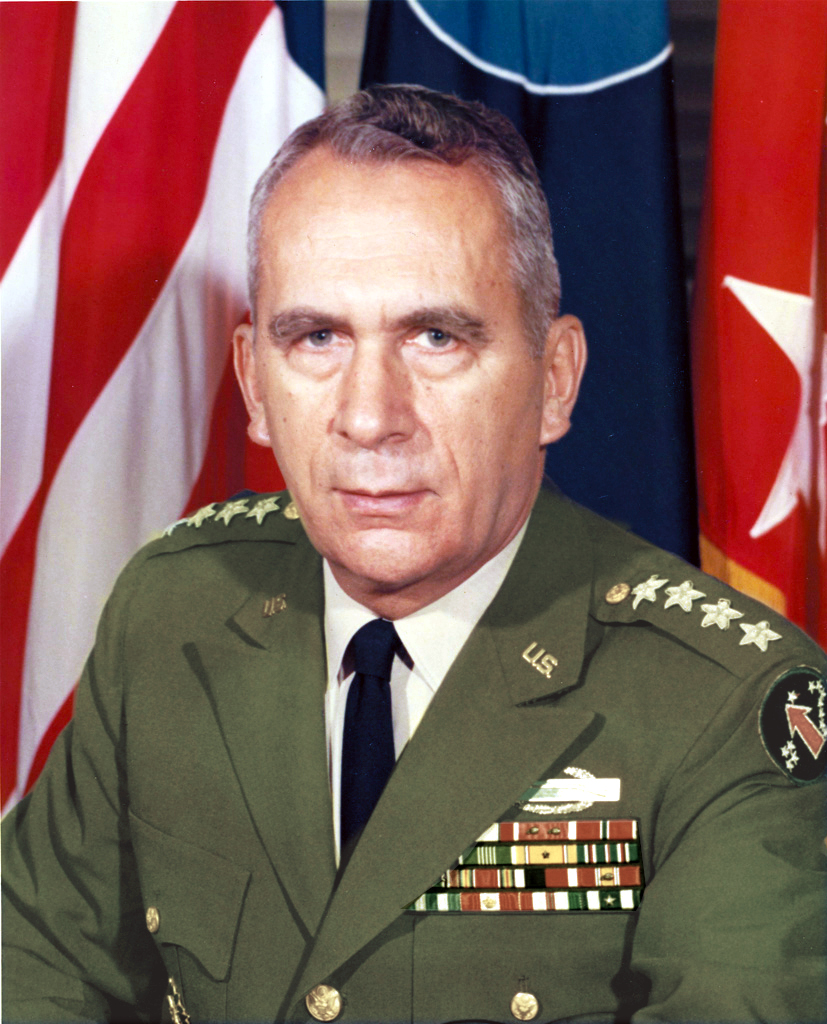
General Ralph E. Haines, Jr.

Ralph Edward Haines, Jr. (* 21. August 1913 in Fort Mott, Salem County, New Jersey; † 23. November 2011 in San Antonio, Bexar County, Texas) war ein US-amerikanischer General der US Army, der unter anderem zwischen 1967 und 1968 Vize-Chef des Generalstabes des Heeres (Vice Chief of Staff of the Army), von 1968 bis 1970 Oberkommandierender der Heeresverbände im Pazifikraum USARPAC (US Army Pacific) sowie zuletzt zwischen 1970 und 1973 Kommandierender General des Heereskontinentalkommandos  (Continental Army Command) war.

## Leben
Haines, Sohn von Brigadegeneral Ralph Edward Haines und dessen Ehefrau Ethel L. Haines, begann nach dem Besuch der Texas Military Academy in San Antonio 1930 eine militärische Ausbildung an der US Military Academy in West Point, die er im 1935 abschloss. Zugleich wurde er zum Leutnant (Second Lieutenant) befördert und zur Infanterie versetzt. Zunächst fand er Verwendung im Fort Bliss sowie im Anschluss bei den Philippine Scouts. Nach dem Angriff auf Pearl Harbor und dem damit verbundenen Eintritt der USA in den Zweiten Weltkrieg am 8. Dezember 1941 war er Operationsoffizier der in Italien eingesetzten 88. Infanteriedivision. Nach Kriegsende wurde ihm der Brevet-Rang eines Obersts verliehen und er war zwischen 1945 und 1947 Kommandeur (Commanding Officer) des zu 88. Infanteriedivision gehörenden 350. Infanterieregiments (350th Infantry Regiment) und wurde für seine Verdienste in dieser Verwendung erstmals mit dem Legion of Merit geehrt.
Neben weiteren Verwendungen als Offizier absolvierte er Lehrgänge am Armed Forces Staff College (AFSC) in Norfolk, am US Army War College in Carlisle sowie am National War College (NWC) im Fort Lesley J. McNair. Im Februar 1962 wurde Generalmajor Haines Kommandierender General (Commanding General) der in Fort Hood stationierten 1. Panzerdivision (1st Armored Division), der sogenannten „Old Ironsides“, und verblieb bis Mai 1963 in dieser Verwendung. Hierfür wurde ihm am 17. Juli 1963 zum zweiten Mal die Legion of Merit verliehen. 1965 wurde er aufgrund weiterer Verdienste zum dritten Mal mit dem Legion of Merit ausgezeichnet. Später war er als Generalleutnant zwischen 1965 und 1967 Kommandeur des III. US-Korps (III Corps) und erhielt für seine Verdienste in dieser Verwendung zum vierten Mal den Legion of Merit. 1967 löste er General Creighton W. Abrams als Vize-Chef des Generalstabes des Heeres (Vice Chief of Staff of the Army) ab und war in dieser Funktion Stellvertreter des Chief of Staff of the Army, Harold Keith Johnson. Im Juli 1968 folgte ihm General Bruce Palmer als Vice Chief of Staff of the Army. Für seine Verdienste in dieser Verwendung wurde ihm am 22. August 1968 die Army Distinguished Service Medal verliehen.

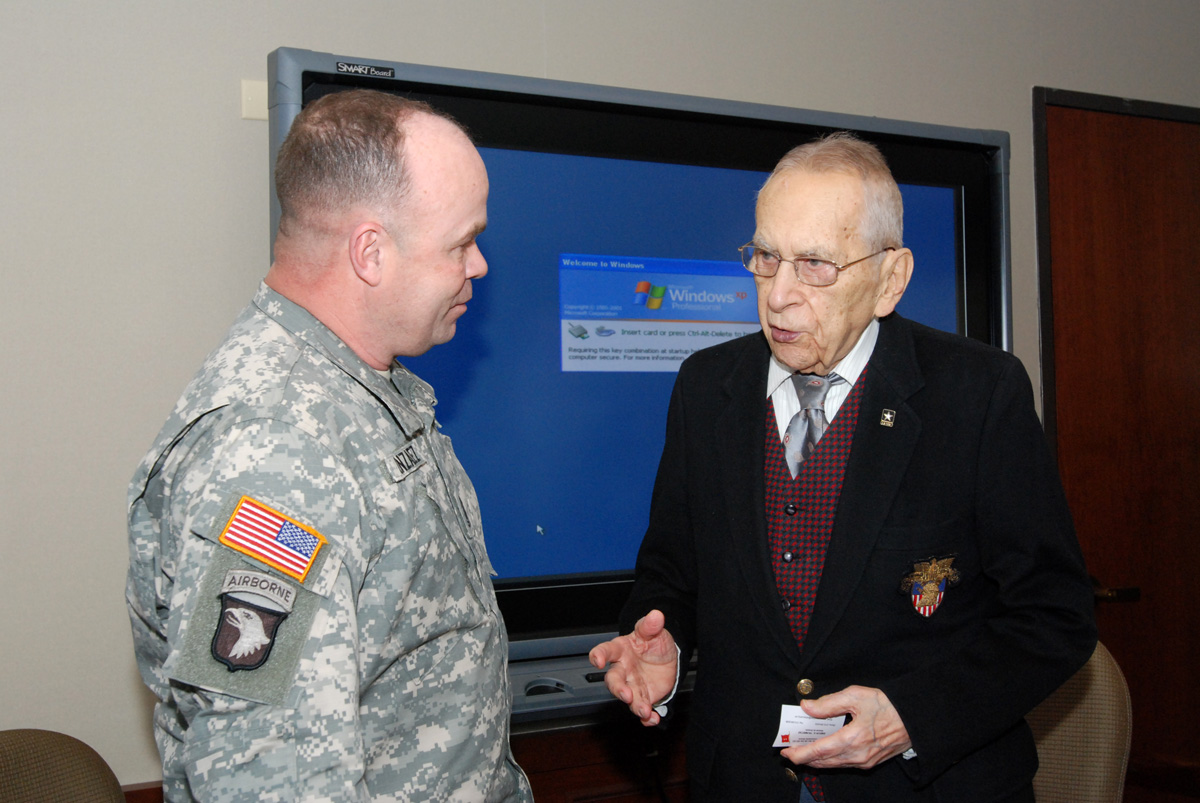
Ralph E. Haines, Jr., (rechts) im Februar 2010

General Haines war im Anschluss als Nachfolger von General Dwight E. Beach zwischen August 1968 und seiner Ablösung durch General William B. Rosson im Oktober 1970 Oberkommandierender der Heeresverbände im Pazifikraum USARPAC (US Army Pacific) im Hauptquartier Fort Shafter auf Hawaii. Zuletzt wurde er im Oktober 1970 Kommandierender General des Heereskontinentalkommandos  (Continental Army Command) und verblieb in dieser Verwendung bis zu seinem Eintritt in den Ruhestand im Januar 1973 nach 38-jähriger Dienstzeit. Daraufhin kam es zu einer Umorganisation des Heeres, woraufhin aus dem Continental Army Command das Streitkräftekommando des Heeres FORSCOM (US Army Forces Command) unter dem Kommando von General Walter T. Kerwin, Jr. entstand.
Haines war mit Sally Genevieva Swift Haines verheiratet und Vater von Palmer Swift Haines. Er starb an den Folgen einer Herzinsuffizienz und war zum Zeitpunkt seines Todes im Alter von 98 Jahren der am längsten lebende Vier-Sterne-General der US Army. Er wurde auf dem Fort Sam Houston National Cemetery beigesetzt. Ihm zu Ehren wird jährlich der Ralph E. Haines, Jr. Award an den besten Drill-Sergeant der Heeresreserve verliehen.

## Auszeichnungen
Auswahl der Auszeichnungen, sortiert in Anlehnung der Order of Precedence of Military Awards:
- Army Distinguished Service Medal
- Legion of Merit (4×)
- Bronze Star Medal